# 大浜海岸 (美波町)
大浜海岸（おおはまかいがん）は、徳島県海部郡美波町日和佐浦に位置する延長約500mの砂浜。「大浜海岸のウミガメおよびその産卵地」として国の天然記念物に指定されている
。また、日本の渚百選や四国のみずべ八十八カ所にも選定されている。

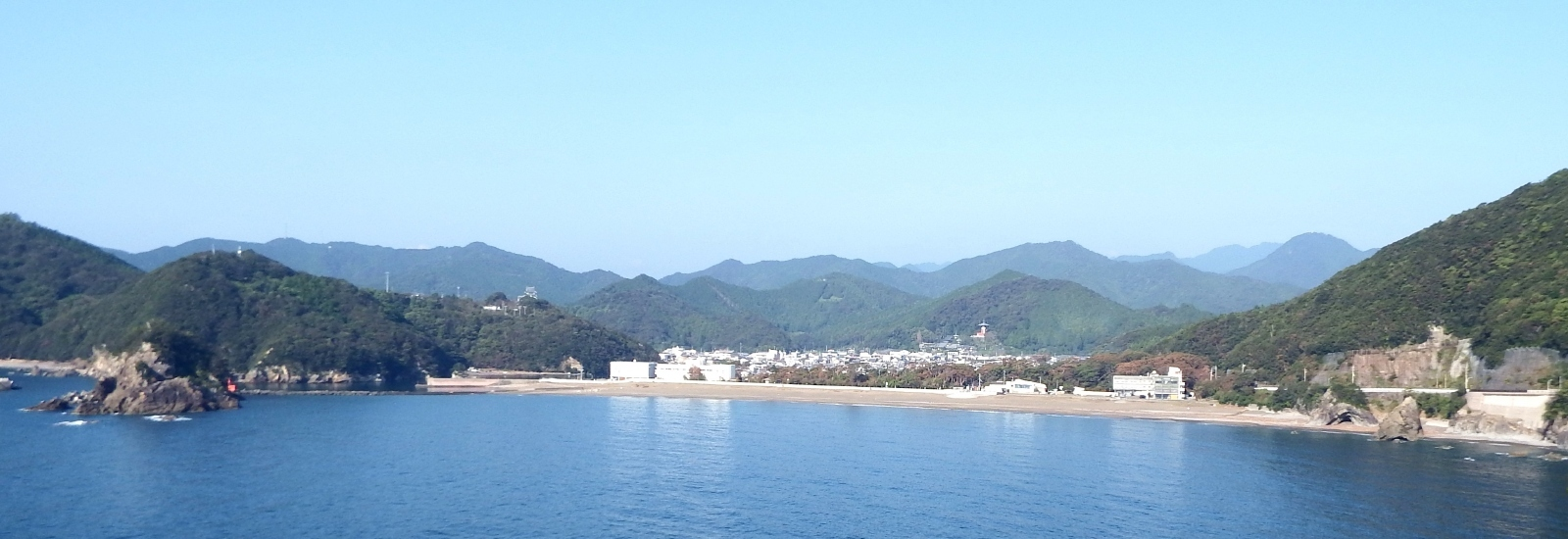
全景　恵比須洞より

## 概要
名前は「大きな浜」であることに由来し、日和佐川河口の近くは小浜と呼ばれる。海岸のすぐ沖合には立島があり、かつては干潮時に島まで歩いて渡ることができた。
ウミガメの産卵地として名高く、1967年に大浜海岸のウミガメおよび産卵地の名前で国の天然記念物に指定された。また1996年には日本の渚百選に選定された。

## ウミガメ
先述のようにウミガメの産卵地として知られ、文化財保護法、自然公園法、美波町文化財保護条例、美波町ウミガメ保護条例などに基づき、毎年5月20日から8月20日までの期間は立入禁止や諸車通行禁止の区域が設けられる。
大浜海岸ではアカウミガメの上陸数の統計が1950年（昭和25年）からとられており、最も多かったのは1968年（昭和43年）の308回である。上陸数は1996年（平成8年）から2桁台となり、その後は1桁台となった。そして統計開始後、2018年（平成30年）に産卵数が初めてゼロとなり、2023年（令和5年）には上陸数がゼロとなった（2023年は徳島県内の木岐白浜や大里松原海岸で上陸は確認されたが産卵は確認されなかったため全県で産卵数がゼロとなった）。
2024年（令和6年）6月12日、大浜海岸で2年ぶりにウミガメの上陸と産卵が確認された。

## 交通
- JR牟岐線日和佐駅より車で約5分。